# 蔡少卿
蔡少卿（1933年8月14日—2019年11月30日），男，江苏张家港人，中国社会史学家，南京大学历史系教授。

## 生平
1933年8月14日出生于江苏省常熟县合兴乡（现属张家港市）。1952年毕业于常熟大南中学并留校任教，1954年进入南京教师进修学院学习，1955年夏参与创办江苏省教育行政干部学校（现江苏第二师范学院）。1956年考入北京大学历史系，1960年春提前毕业留校任教，担任历史学家邵循正教授的助手，并在职攻读研究生。1973年调入南京大学历史系任教，兼任社会史研究室主任、中国会党史研究会创始人兼会长、江苏省社会史学会会长、江苏省哲学社会科学联合会理事等职。期间培养了裴宜理等众多学生。2003年退休。2018年获得“中国会党史研究会贡献奖”。
2019年11月30日17时44分在南京逝世，享年86岁。

## 出版物
蔡少卿主要研究中国近现代史、秘密社会史，具体涉及秘密社会、民间宗教、农民起义、劳工运动、土匪等话题。
出版专著《中国近代会党史研究》（1987年）、《中国秘密社会》（1989年）、《民国时期的土匪》（1993年）等，自传《社会史家的学术春秋》（2016年）。主持编译《再现过去：社会史的理论视野》（1988），主编《中国社会史丛书》、《中国秘密社会丛书》，英文出版有《秘密社会与中共早期工农运动》，主持标点注释《薛福成日记》等。代表性论文有《50年来的中国近代社会史研究》、《试论民国初年川西的匪患》、《哥老会与1891年长江流域的反洋教斗争》等。

## 相关人物
- 秦宝琦
- 茅家琦